# Halmesaari (ö i Södra Savolax, S:t Michel, lat 61,84, long 26,58)
Halmesaari är en ö i Finland. Den ligger i sjön Puula och i kommunen Hirvensalmi i den ekonomiska regionen  S:t Michel och landskapet Södra Savolax, i den södra delen av landet, 200 km norr om huvudstaden Helsingfors. Öns största längd är 1,5 kilometer i nord-sydlig riktning.